# Pi (tal)
 For alternative betydninger, se Pi. (Se også artikler, som begynder med Pi)
Tallet pi (også kaldet Arkimedes' konstant) er en matematisk konstant, der skrives med det græske bogstav π. Konstanten optræder mange steder inden for blandt andet matematik og fysik. Den er defineret som forholdet mellem en cirkels omkreds og dens diameter. Det vil sige længden af omkredsen divideret med længden af diameteren. Man kan også definere π som arealet af en cirkel med radius 1, eller som det mindste positive tal x for hvilket der gælder at sinus til x er lig med 0.
Tallet er irrationalt, så decimalerne udgør ikke en cyklisk følge. Det er endda et transcendent tal – altså ikke rod i noget polynomium med rationale koefficienter. I mange sammenhænge er 3,14 en tilstrækkelig god tilnærmelse. Foretrækker man en brøk, er 22/7 (Archimedes) eller endnu bedre 355/113 (Zu) udmærkede approksimationer. Er det stadig ikke godt nok, kan approksimationen {\displaystyle {\sqrt[{4}]{9^{2}+{\frac {19^{2}}{22}}}}} bruges. Denne approksimation afviger først på niende decimal.
Her er π med 100 decimaler:
3,1415926535 8979323846 2643383279 5028841971 6939937510 5820974944 5923078164 0628620899 8628034825 3421170679
Der er flere måder, hvorpå man tilnærmet kan beregne pi. Her er to eksempler på rækker der konvergerer imod pi:
{\displaystyle \pi =4\cdot \sum _{n=1}^{\infty }\left(-1\right)^{n+1}\cdot {\frac {1}{2n-1}}=4\cdot \left({\frac {1}{1}}-{\frac {1}{3}}+{\frac {1}{5}}-{\frac {1}{7}}+{\frac {1}{9}}-{\frac {1}{11}}...\right)}
eller
{\displaystyle \pi =\sum _{n=1}^{\infty }{\frac {\sin \left({\frac {180}{n}}\right)\cdot n+\tan \left({\frac {180}{n}}\right)\cdot n}{2}}}.

## Huskeregel
De første 13 decimale cifre af π kan huskes som længden af ordene i følgende remse: Ser I ikke, I tåber, hvorledes en simpel remse kan klare Cirklens kvadratur?
En lidt mere høflig huskeregel, der også giver præcis de 13 første cifre, men som desværre på nudansk ikke er grammatisk korrekt (lære er navnemåde, ikke nutid; men tidligere var endelsen -e flertalsformen i verber, dog ikke efter 1918), og som den førnævnte indeholder den retskrivningsmæssigt måske problematiske bøjning af ordet cirkel i ejefald, ental, bestemt form - der (alternativt) ikke - fra udgivelsen af Retskrivningsordbogen 2012 - kan være cirkelens, lyder: Her I lære i disse sætninger en nyttig regel som angår cirklens beregning.
Hvis man er til store norske forfattere, kan man, analogt med Ibsen, Ibsen-huskereglen for Eulers tal, anvende "Hej, I Oslo i Norge fordømmer de Hamsun hårdt" til at huske de første 9 cifre. Her får vi også kommaet placeret.
En kortere udgave er den simple: "Hvad er pi? Hvad er pi? Tre komma fjorten femten ni"
π bruges i mange hukommelseskonkurrencer. Her er formålet at huske flest decimaler af tallet π. Japaneren Hiroyuki Goto kunne i 1995 genkalde de første 42.195 decimaler af π. Det tog ham ca. 17 timer. I 2006 blev en japansk psykiater den første til at remse π op med 100.000 decimaler. Dette tog ham over 16 timer, blev optaget på bånd, og indsendt til Guinness Rekordbog, for at godkende det som en ny rekord. Det er dog aldrig blevet godkendt. Grunden til den aldrig blev godkendt, var at rekordforsøget ikke blev optaget på video, dermed kunne man  ikke se om han snød.[kilde mangler]
Det er kun officielt lykkedes 20 mennesker i verden at gengive over 10.000 cifre.

## Kulturel betydning
Konstanten fejres årligt d. 14. marts på pi-dag.